# Butiá
Pour les articles homonymes, voir Butia (homonymie).
Butiá est une ville brésilienne de la mésorégion métropolitaine de Porto Alegre, capitale de l'État du Rio Grande do Sul, faisant partie de la microrégion de São Jerônimo et située à 79 km au sud-ouest de Porto Alegre. Elle se situe à une latitude de 30° 07′ 14″ sud et à une longitude de 51° 57′ 45″ ouest, à 71 m d'altitude. Sa population était estimée à 19 717 en 2007, pour une superficie de 769 km2. L'accès s'y fait par la BR-290.
Le nom Butiá vient de la présence d'un pied de l'arbre du même nom (Butia, en français) qui servait de point de repère dans le Cerro do Martinzinho, petite élévation du relief de la région.
L'arbre servait aussi de lieu de repos pour les chevaux des voyageurs qui passaient par là.
L'histoire du peuplement de Butiá est liée à l'exploitation du charbon, avant même d'être municipalité, à la fin du XIXe siècle. Le lieu était cependant connu depuis 1795, découvert par un soldat portugais qui trouva le minerai affleurant le sol. Cette activité fut réduite du fait du désintérêt des autorités envers cette activité économique, mais elle reste cependant importante.

## Villes voisines
- General Câmara
- São Jerônimo
- Dom Feliciano
- Pantano Grande
- Rio Pardo
- Minas do Leão
- Vale Verde